# Estación Aguilares
La Estación Aguilares fue una estación de ferrocarril de Aguilares, Tucumán, Argentina. Formó parte del ramal CC12 del Ferrocarril Belgrano, que unía Lamadrid con la estación Tucumán Noroeste, y del ramal CC15.

## Servicios
La estación fue inaugurada en 1889, siendo clausurada en 1977. Poseía dos servicios de ida y vuelta por parte del ramal CC12 del Ferrocarril Belgrano y era terminal del Ramal CC15, que la unía con Los Sarmientos con cuatro servicios diarios. En la actualidad ya no presta servicios, funcionando allí una estación radial, una oficina de turismo y dependencias municipales. Por ello, la playa de maniobras y una pasarela peatonal que atravesaba las vías fueron desmanteladas.